# Marc Casadó
Marc Casadó Torras (San Pedro de Vilamajor, 14 de septiembre de 2003) es un futbolista español que juega de centrocampista en el F. C. Barcelona de la Primera División de España.

## Trayectoria
Es un producto juvenil de CF Vilamajor, PB Sant Celoni, E. C. Granollers, y C. F. Damm. Pasó a la cantera del F. C. Barcelona con 13 años en 2016. Fue el capitán del Juvenil A donde ayudó a ganar la liga y la Copa de Campeones en la temporada 2020-21. Estuvo en el banquillo de la plantilla del F. C. Barcelona Atlètic cuatro veces en 2021, y fue ascendido a la plantilla a mediados de 2022, ampliando a su vez su contrato con el club hasta junio de 2024.
Debutó con el Barça Atlètic en la victoria por 3-2 en la Primera Federación contra el C. D. Castellón el 27 de agosto de 2022. Posteriormente, debutó con el primer equipo en la victoria por 2-4 en la Liga de Campeones contra el Viktoria Pilsen el 1 de noviembre de ese año.
En la temporada 2024-25, con el nuevo entrenador del primer equipo Hansi Flick, tomó más protagonismo al inicio de la misma. En la gira estadounidense de pretemporada, fue titular en los tres partidos que se disputaron, frente al Manchester City, Real Madrid y A. C. Milan. Además, también fue titular en el Trofeo Joan Gamper, convirtiéndose en el futbolista con más minutos disputados en pretemporada. En el primer partido de La Liga 2024-25, fue titular y disputó los 90 minutos frente al Valencia C. F., en la victoria del Barça por 1-2. Debutó en un clásico como titular en octubre de 2024, asistiendo en uno de los goles en la victoria del Barça por 0-4. El siguiente 2 de marzo consiguió su primer gol con el primer equipo en un triunfo frente a la Real Sociedad.

## Selección nacional
Fue internacional juvenil con España, habiendo sido convocado con España sub-16 y sub-17 en 2019.
El 15 de octubre de 2024 hizo su debut con la sub-21 en la clasificación para la Eurocopa Sub-21 de 2025. Un mes después también se estrenó con la selección absoluta en un encuentro de la Liga de Naciones de la UEFA ante Dinamarca que ganaron por uno a dos.

## Estilo de juego
Es un centrocampista defensivo principalmente, pero también ha jugado como lateral derecho. Es muy trabajador y experto en la recuperación de la posesión, y es un gran manejador de la pelota. Es un jugador tenaz e intenso en el campo.

## Estadísticas

### Clubes
Actualizado al último partido disputado el 16 de marzo de 2025.
| Club                             | Div.          | Temporada     | Liga  | Liga  | Liga   | Copas nacionales | Copas nacionales | Copas nacionales | Copas internacionales | Copas internacionales | Copas internacionales | Total | Total | Total  |
| Club                             | Div.          | Temporada     | Part. | Goles | Asist. | Part.            | Goles            | Asist.           | Part.                 | Goles                 | Asist.                | Part. | Goles | Asist. |
| -------------------------------- | ------------- | ------------- | ----- | ----- | ------ | ---------------- | ---------------- | ---------------- | --------------------- | --------------------- | --------------------- | ----- | ----- | ------ |
| F. C. Barcelona Atlètic · España | 1.ª F         | 2022-23       | 36    | 0     | 0      | ―                | ―                | ―                | ―                     | ―                     | ―                     | 36    | 0     | 0      |
| F. C. Barcelona Atlètic · España | 1.ª F         | 2023-24       | 31    | 0     | 2      | —                | —                | —                | —                     | —                     | —                     | 31    | 0     | 2      |
| F. C. Barcelona Atlètic · España | Total club    | Total club    | 67    | 0     | 2      | 0                | 0                | 0                | 0                     | 0                     | 0                     | 67    | 0     | 2      |
| F. C. Barcelona · España         | 1.ª           | 2022-23       | 0     | 0     | 0      | 0                | 0                | 0                | 1                     | 0                     | 0                     | 1     | 0     | 0      |
| F. C. Barcelona · España         | 1.ª           | 2023-24       | 2     | 0     | 0      | 0                | 0                | 0                | 2                     | 0                     | 0                     | 4     | 0     | 0      |
| F. C. Barcelona · España         | 1.ª           | 2024-25       | 23    | 1     | 3      | 3                | 0                | 1                | 10                    | 0                     | 2                     | 36    | 1     | 6      |
| F. C. Barcelona · España         | 1.ª           | 2025-26       | 0     | 0     | 0      | 0                | 0                | 0                | 0                     | 0                     | 0                     | 0     | 0     | 0      |
| F. C. Barcelona · España         | Total club    | Total club    | 25    | 1     | 3      | 3                | 0                | 1                | 13                    | 0                     | 2                     | 41    | 1     | 6      |
| Total carrera                    | Total carrera | Total carrera | 92    | 1     | 5      | 3                | 0                | 1                | 13                    | 0                     | 2                     | 108   | 1     | 8      |

## Palmarés

### Títulos nacionales
| Título                     | Club            | País   | Año  |
| -------------------------- | --------------- | ------ | ---- |
| Supercopa de España        | F. C. Barcelona | España | 2025 |
| Copa del Rey               | F. C. Barcelona | España | 2025 |
| Primera División de España | F. C. Barcelona | España | 2025 |